# Jervis Inlet
Das Jervis Inlet  ist ein Fjordähnliches Inlet an der Westküste der kanadischen Provinz British Columbia, der in die Malaspina-Straße und darüber in die Straße von Georgia mündet. Im Mündungsbereich bildet er die Grenze zwischen dem qathet Regional District im Norden und den Sunshine Coast Regional District im Süden. Östlich von Nelson Island verläuft er dann nur noch im Sunshine Coast Regional District. Der Bereich östlich von Nelson Island wird auch lekw'emin genannt. Dies bezeichnet in der Sprache der hier ursprünglich ansässigen First Nation, der shéshálh, ein Inlet.
Benannt wurde der schmale Meeresarm durch den britischen Kapitän George Vancouver, welcher die Region Ende des 18. Jahrhunderts erforschte. Er  benannte den Meeresarm nach dem Admiral of the Fleet der britischen Royal Navy John Jervis. Im Jahr 1792 hatte auch der spanischen Kapitän José María Narváez die Region bereist und den Meeresarm Bocas de Mazarredo benannt.

## Geographie
Der Fjord befindet sich im Norden des Sunshine Coast und schneidet dabei in die Küstenberge der Southern Pacific Ranges ein. Am westlichen Ausgang des Fjords zur Malaspina-Straße liegt südlich des Gewässers Nelson Island. Östlich von Nelson Island zweigen auch zwei der größeren Buchten bzw. Seitenarme ab. Nach Norden zweigt der Hothmann Sound ab und nach Süden, an den Skookumchuck Narrows, zweigt der Sechelt Inlet ab. Kurz danach ändert der Fjord seine Richtung und verläuft nicht mehr in Ost-West-Richtung, sondern als Prince of Wales Reach Richtung Norden. Nach einigen Kilometern ändert er seine Richtung wieder nach Osten und verläuft als Princess Royal Reach bis zum nächsten Richtungswechsel. Im letzten Abschnitt, den Queens Reach, verläuft der Fjord dann wieder Richtung Norden. Kurz vor seinem Ende zweigt noch das Princess Louisa Inlet nach Osten ab. In das nördliche Ende des Fjords mündet der Skwawka River.

## Besiedlung
Größere Ansiedlungen gibt es am Jervis Inlet nicht. Bei Ansiedlungen entlang des Fjordes handelt es sich dann in der Regel um Indian reserve der hier ansässigen Sechelt oder um Urlaubsresorts.
Die nächstgelegenen größeren Siedlungen liegen an der Küste, an der Malapina-Straße und sind Powell River nördlich des Fjords sowie Sechelt südlich des Fjordes bzw. am südlichen Ende des Sechelt Inlets.

## Verkehr
Offizielle Straßen entlang der Bucht gibt es, ausgenommen im Bereich der Fährterminals sowie deren Umgebung, keine.  An der Mündung kreuzt jedoch der Highway 101 die Bucht. Zwischen dem Saltery Bay Ferry Terminal am Nordufer und dem Earls Cove Ferry Terminal am Südufer verkehrt dazu eine Fähre des staatlichen Fährunternehmens BC Ferries.

## Provincial Parks
Am Jervis Inlet oder einem seiner Seitenarme finden sich folgende Provinzparks:
- Saltery Bay Provincial Park
- Harmony Islands Marine Provincial Park
- Skookumchuck Narrows Provincial Park
- Sechelt Inlets Marine Provincial Park
- Mount Richardson Provincial Park
- Porpoise Bay Provincial Park
- Princess Louisa Marine Provincial Park

## Bildergalerie

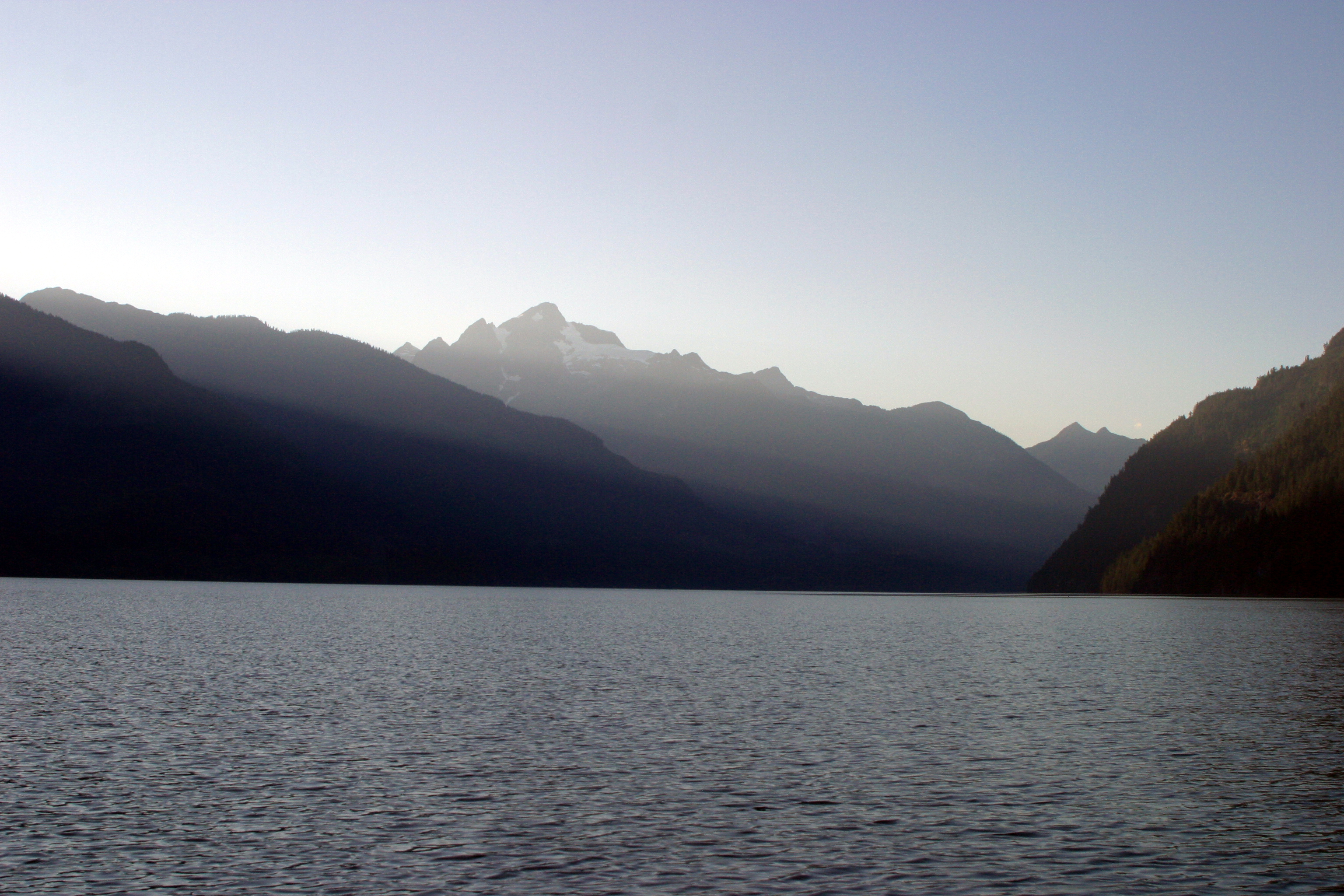
lekw'emin
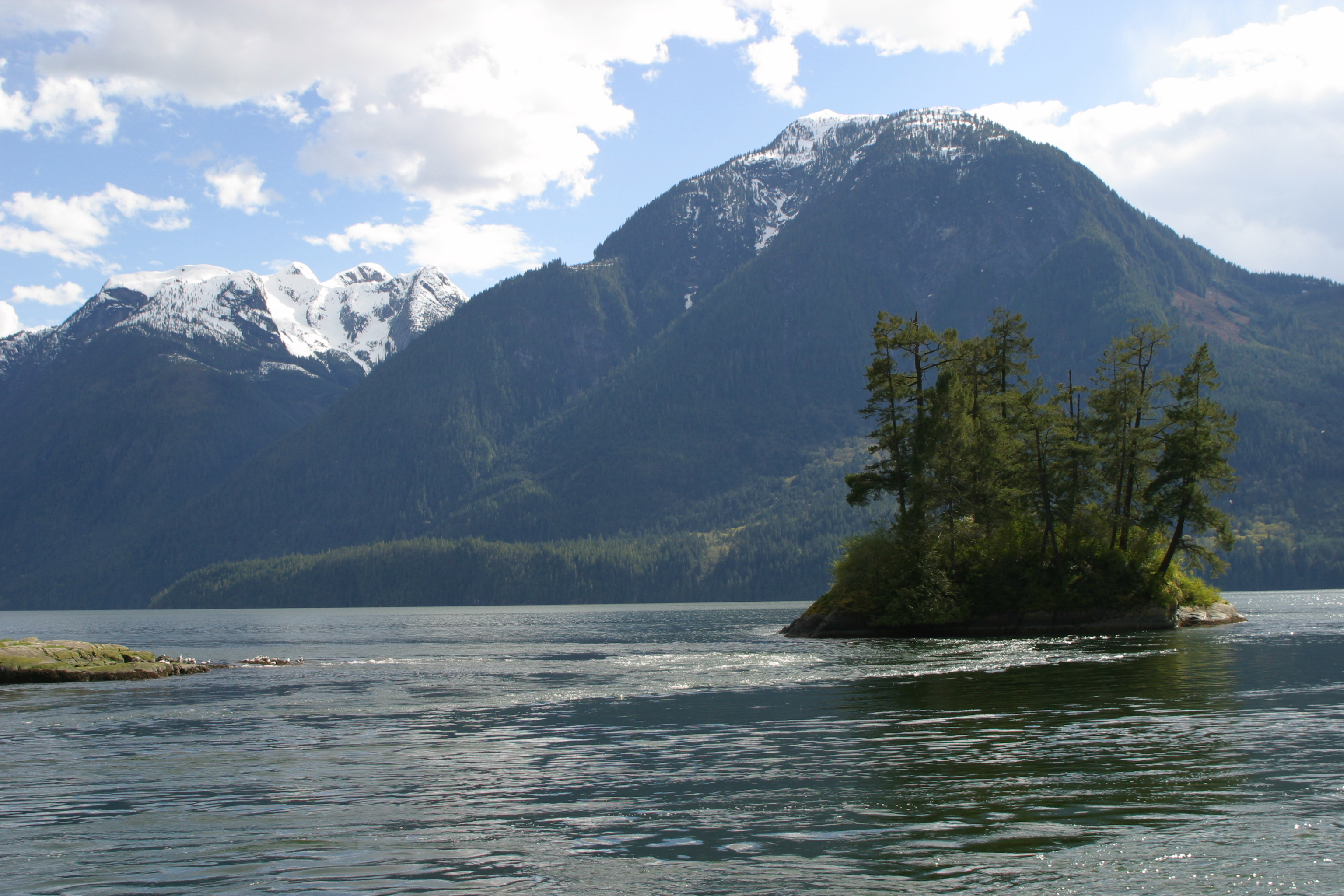
Mount Arthur und Mount Frederick William
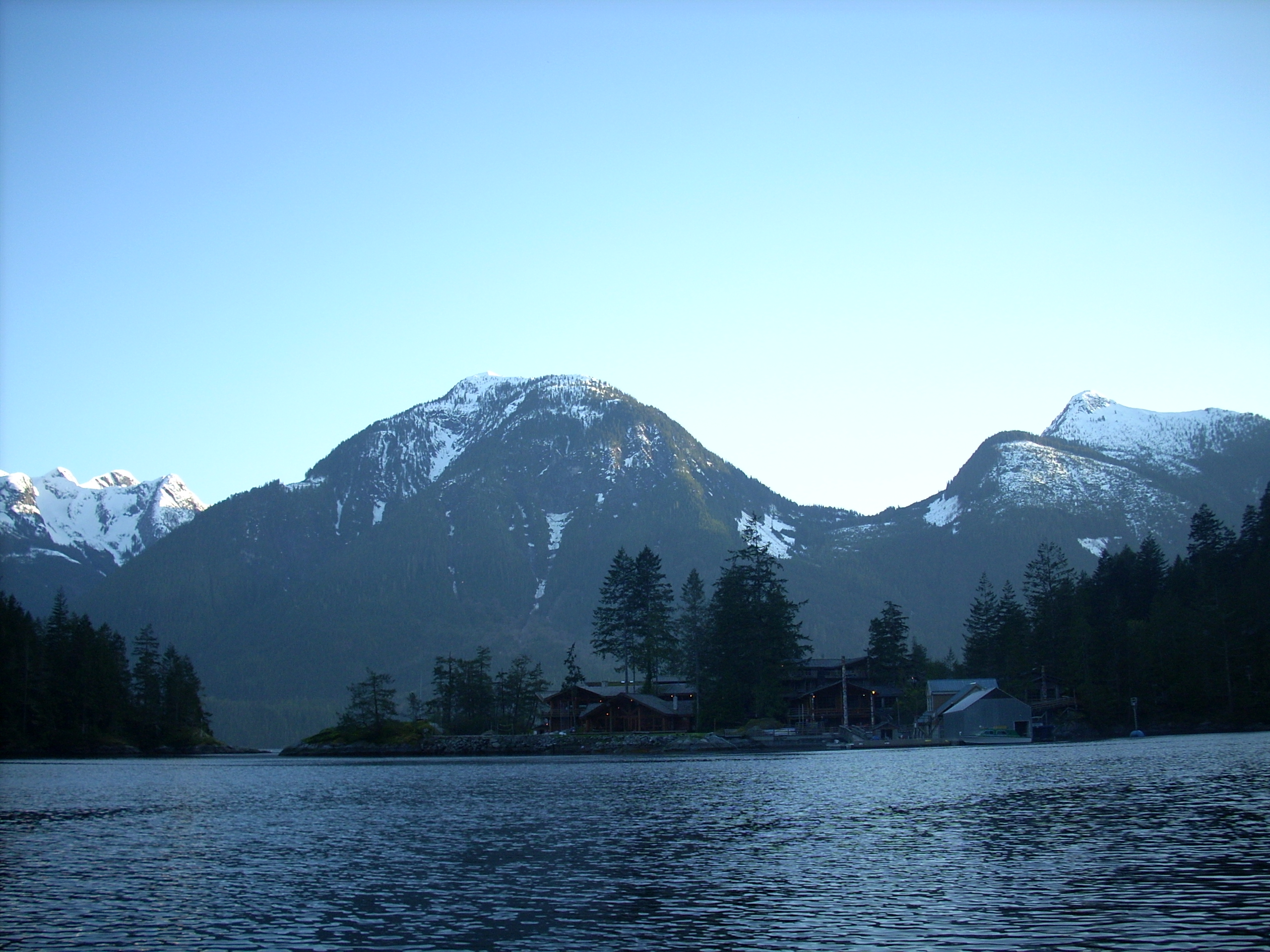
Mount Arthur
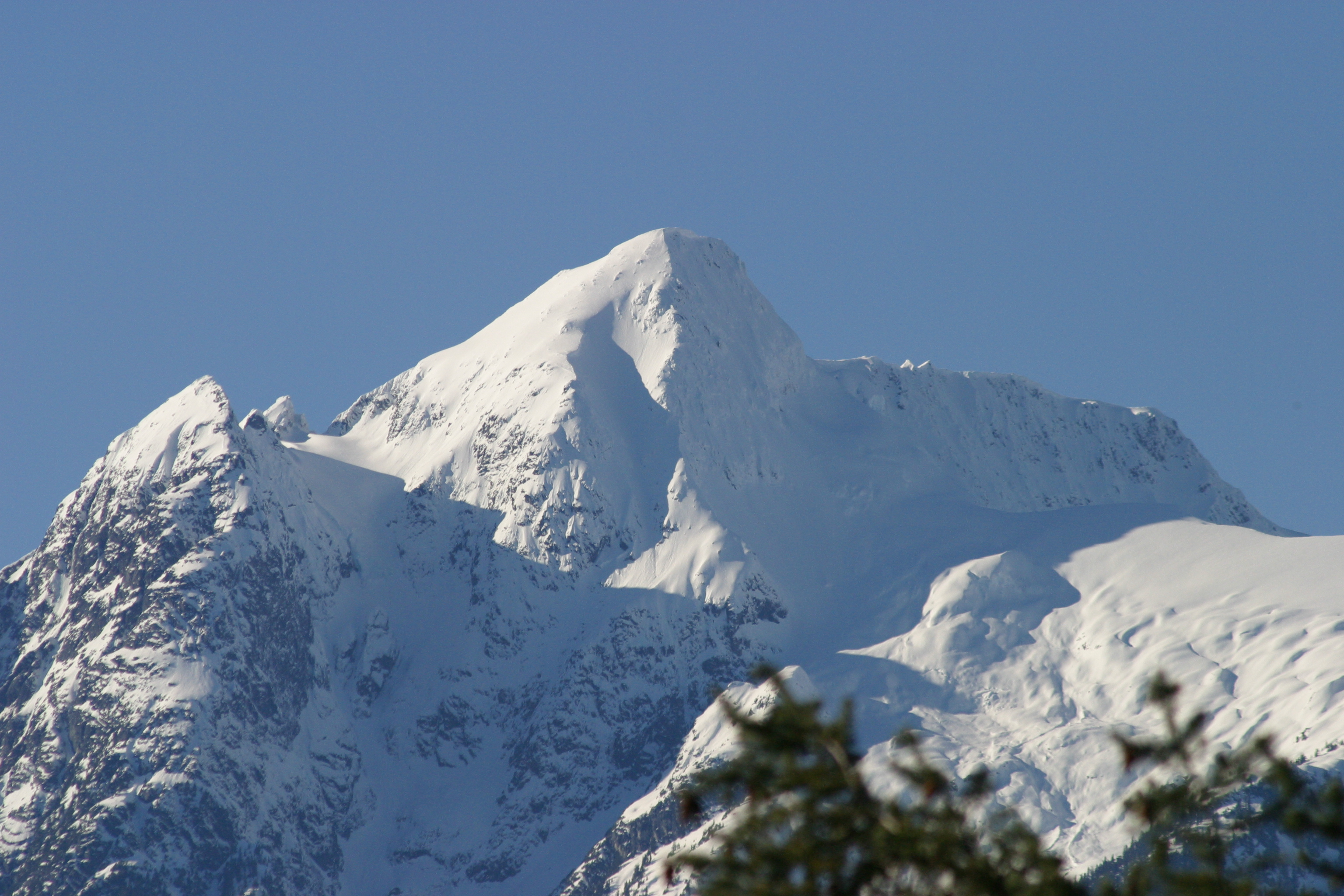
Mount Alfred